# Головково (Ленинградская область)
Головково — деревня в Самойловском сельском поселении Бокситогорского района Ленинградской области.

## История
ГОЛОВКОВО — деревня Спировского общества, прихода Осницкого погоста. 

Крестьянских дворов — 8. Строений — 26, в том числе жилых — 15. Жители занимаются рубкой, возкой и сплавом леса.

Число жителей по семейным спискам 1879 г.: 24 м. п., 19 ж. п.; по приходским сведениям 1879 г.: 20 м. п., 24 ж. п.

В конце XIX — начале XX века деревня административно относилась к Анисимовской волости 5-го земского участка 3-го стана Тихвинского уезда Новгородской губернии.

ГОЛОВКОВО — деревня Спировского общества, число дворов — 8, число домов — 15, число жителей: 25 м. п., 30 ж. п.; Занятия жителей: земледелие, лесные заработки. (1910 год)

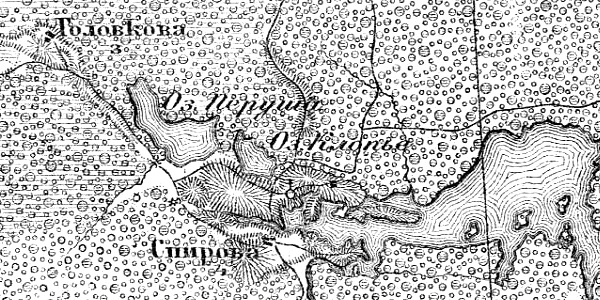
Деревня Головково на карте 1912 года

Согласно карте Новгородской губернии 1912 года деревня называлась Головкова насчитывала 3 крестьянских двора.
По данным 1966 года деревня Головково входила в состав Стругского сельсовета Бокситогорского района.
По данным 1973 и 1990 годов деревня Головково входила в состав Анисимовского сельсовета.
В 1997 году в деревне Головково Анисимовской волости проживал 1 человек, в 2002 году — 3 человека (все русские).
В 2007 году в деревне Головково Анисимовского СП постоянного населения не было, в 2010 году проживали 3 человека.
В 2014 году Анисимовское сельское поселение вошло в состав Самойловского сельского поселения Бокситогорского района.

## География
Деревня расположена в юго-западной части района на автодороге Струги — Спирово.
Расстояние до деревни Анисимово — 19 км.
Расстояние до ближайшей железнодорожной станции Пикалёво — 51 км. 
Деревня находится на левом берегу реки Узминка.

## Демография
| 1997 | 2002 | 2007 | 2010 | 2017 |
| ---- | ---- | ---- | ---- | ---- |
| 1    | ↗3   | ↘0   | ↗3   | ↗13  |